# Gülzura Cumakunova
Gülzura Cumakunova (kirghize : Гүлзура Жумакунова) (née le 30 juillet 1954) est une linguiste kirghize spécialisée dans les dialectes des langues turciques.

## Biographie
Gülzura Cumakunova naît le 30 juillet 1954 dans la région de Naryn, au Kirghizistan.  Après avoir obtenu son diplôme d'études secondaires au premier lycée de Bichkek, elle entre à l'université nationale kirghize (en) en 1971 dans la faculté de philologie. Elle obtient son diplôme en 1976.
De 1976 à 1984, Cumakunova est rédactrice scientifique à la maison d'édition de l'Encyclopédie kirghize-soviétique. Elle reprend ses études en 1984, obtenant une maîtrise de l'académie kirghize des sciences (en) et un doctorat de l'Institut de langue et de littérature du Kirghizistan. 
Cumakunova commence à enseigner en tant que professeure assistante à l'Université nationale en 1988. Entre 1990 et 1991, elle effectue un stage à l'université d'État de Moscou. De retour au Kirghizistan, elle reçoit l'agrégation en 1992. 
En 1993, elle intègre le personnel du Centre de recherche et d'application des langues turques et étrangères à Ankara, en Turquie. Après un an, Cumakunova entre à l'Agence turque de coopération et de développement du ministère des Affaires étrangères, en tant qu'experte en relations internationales. Elle enseigne à l'université d'Ankara à temps partiel de 1997 à 2007 et en 2007, se spécialisant dans le turc contemporain et les dialectes turcs. Elle présente au ministère de la Culture et du Tourisme des recherches approfondies sur la formation des langues et alphabets turcs parmi divers peuples tribaux.
En 2015, elle reçoit le prix Red Apple Science du Centre turc-asiatique d'études stratégiques, décerné aux personnes qui ont apporté des contributions significatives à l'approfondissement de l'intégration socio-économique au sein du monde turc.